# تشارلز آدمز
تشارلز اَدَمْز (بالإنجليزية: Charles Adams)‏ Charles Adams (1300 - 1367هـ / 1883م - 1948م ) مستشرق أميركي من مقاطعة بنسلفانيا.
له كتاب بالإنجليزية ترجم إلى العربية باسم «التجديد في الإسلام».